# Лора-де-Естепа
Лора-де-Естепа (ісп. Lora de Estepa) — муніципалітет в Іспанії, у складі автономної спільноти Андалусія, у провінції Севілья. Населення — 873 особи (2010).
Муніципалітет розташований на відстані близько 360 км на південь від Мадрида, 100 км на схід від Севільї.

## Демографія
Динаміка населення (INE ):